# Akira Ogata (chimiste)
Pour l’article homonyme, voir Akira Ogata (réalisateur).
Akira Ogata (緒方 章, Ogata Akira, 1887-1978) est un chimiste japonais et le codécouvreur, avec Nagai Nagayoshi, de la méthamphétamine en 1919.